# Pempelfort
Pempelfort, Düsseldorf-Pempelfort — dzielnica miasta Düsseldorf w Niemczech, w okręgu administracyjnym 1, w kraju związkowym Nadrenia Północna-Westfalia, w rejencji Düsseldorf.  